# Сенкевичівка
Сенкевичíвка - селище в Україні, у Луцькому районі Волинської області. Входить до складу Городищенської сільської громади. Селище розташоване за 5 км від автошляху Львів-Луцьк. У Сенкевичівці знаходиться однойменна залізнична станція на 125-му кілометрі залізничної лінії Львів — Луцьк. Відстань від Сенкевичівки до колишнього районного центру — Горохова — 22 км, до обласного — Луцька — 30 км.

## Історія

### До середини XIX століття
Наразі не виявлено письмових підтверджень про існування поселень на території Сенкевичівки до середини XIX ст. У Середньовіччі ці землі ймовірно входили до складу Перемильського удільного князівства Волинської землі. До XVI ст. відносяться перші письмові згадки про сусідні села Губин та Колодеже. У складі Речі Посполитої впродовж ХVI-XVIII століть землі Колодеж та Губина належали православній Луцькій єпархії, крупному церковному землевласнику. Після третього поділу Речі Посполитої у 1795 році ці землі увійшли до складу Російської імперії. Згідно з джерелами радянського періоду наприкінці XVIII століття цією територією володів землевласник Сенкевич. Підтверджень цієї інформації з інших джерел не виявлено. На початку XIX ст. землі Колодеж належали польському землевласнику-магнату Четвертинському. Землі навколо Губина належали до маєтку Костянтина Фабіановича Дукса. Російська карта місцевості станом на 1872 показує суцільний ліс на території сучасної Сенкевичівки і околиць.

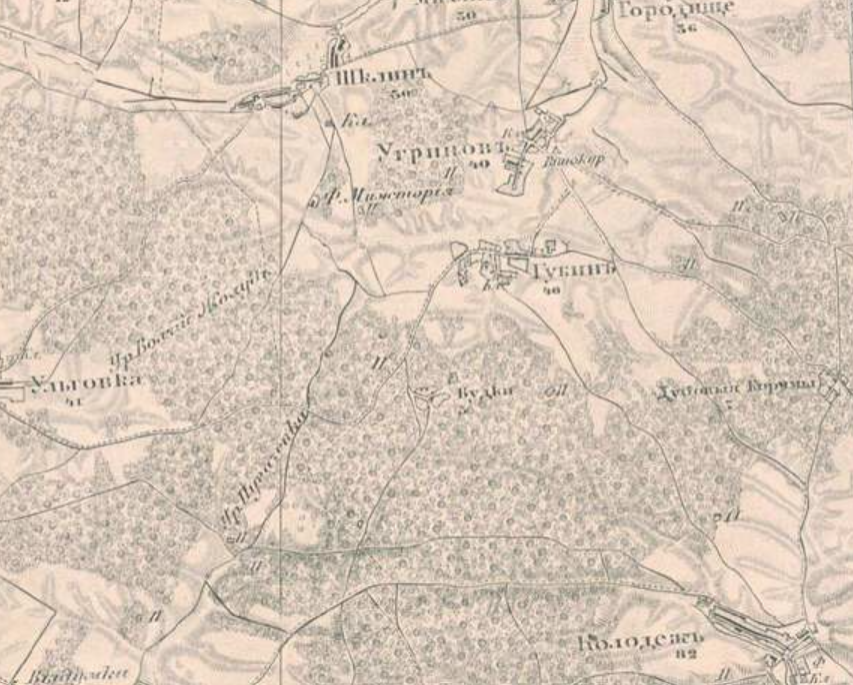
Карта місцевості станом на 1872 рік з позначеним поселенням Будки, з якого починається історія Сенкевичівки.

### Колонізація Волині: Будки Губинські і Марцалів
Після поразки польського повстання проти Російської імперії у 1863-1864 роках активізувалося переселення чеських та німецьких колоністів на Волинь. Російський уряд прагнув ослабити польський вплив на Волині і тому гарантував колоністам свободу віросповідання, звільнення від сплати податків і військової служби. Оскільки найродючіші землі вже мали власників, то колоністи часто засновували свої поселення у лісовій смузі і були змушені вдаватися до вирубки та викорчовування лісів і чагарників.
Згідно з чеськими джерелами, поселенці з перенаселеної Північної Чехії прибули на територію Сенкевичівки після 1870 року. До того тут жило кілька польських родин, які працювали в лісах Губинського маєтку Дукса. Чеські колоністи купили у Дукса лісові ділянки за ціною 13 рублів за десятину. Засновники села спочатку жили в землянках і тимчасових будках — звідси й походить назва села. Спочатку Будки Губинські підпорядковувалися адміністрації Губина. Згодом поселення стало самостійним і мало свого старосту. Станом на середину 1920-их рр. у Будках Губинських налічувалося 59 домогосподарств.
На схід від Будок Губинських у 1870-их виникла колонія Губин Чеський, частиною якого був Марцалів (район сучасної вулиці Незалежності (Гагаріна)). На схід від Марцалова чеські колоністи викупили лісову ділянку, посеред якої на рівній галявині («niva» на чеській мові) площею 5 га заснували колонію Губинська Нива. На захід від Будок Губинських чеські колоністи викупили територію лісництва («hájovna» на чеській мові) і заснували поселення Гаєнка.
Колоністи цінували землю і дбайливо її обробляли. Займалися вирощуванням зернових, городництвом, садівництвом, розведенням молочної худоби. Також поселенці принесли на Волинь культуру вирощування хмелю. Прибувши з промислово більш розвиненої Чехії, колоністи вели господарство сучасними на той час методами і ділилися знаннями з місцевим українським населенням. Завдяки працелюбству чехи швидко досягли в Україні достатку. За спогадами чеських колоністів, сусідські стосунки між чехами та українцями були хорошими, але чеські колоністи зберігали свою мову і культуру.
З часом російський уряд скасував звільнення колоністів від військової повинності і мешканці чеських поселень служили в російській армії у часи Першої світової війни. Улітку 1916 року на землях навколо сучасної Сенкевичівки велися активні бойові дії під час Брусиловського прориву.
Перед очікуваним російським наступом австрійська армія евакуювала мешканців колоній до околиць Порицька (зараз село Павлівка Волинської області). Поселенці змогли повернутися до зруйнованих війною домівок тільки у 1918 році і у тяжких умовах були змушені відбудовуватися практично з нуля. 

### Заснування Сенкевичівки
Після Першої світової війни і поразки українських визвольних змагань 1917-1921 рр. територія Волині увійшла до складу відновленої Польської Республіки. Польська карта середини 1920-их років свідчить, що до того часу поселенці викорчували ліси навколо своїх колоній і територія навколо села набула сучасного вигляду. 

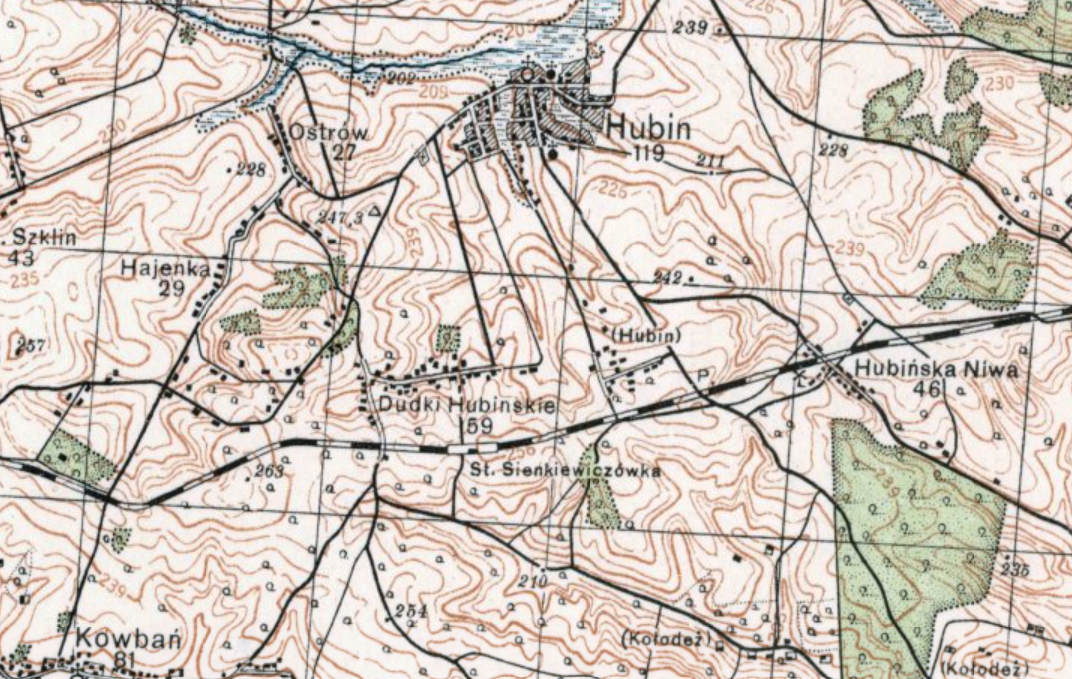
Околиці Сенкевичівки на польській карті середини 1920-их рр.

Сенкевичівка була заснована у 1924 році після зведення станції на новозбудованій залізниці між Луцьком та Львовом за 1 км на південь від Будок Губинських. За спогадами чеських поселенців, польські інженери назвали нову станцію на честь письменника Генрика Сенкевича (польського національного героя і лауреата Нобелівської премії з літератури 1905 року).  Сенкевич помер у  Швейцарії у 1916 році, а саме у 1924 році його прах було з великими почестями урочисто повернуто для перепоховання у Варшаві. Це була подія національного масштабу для Польщі того часу. Тому версія про те, що поляки назвали нову станцію на честь Сенкевича, виглядає правдоподібною.
Будівля залізничного вокзалу є найкраще збереженою історичною пам’яткою Сенкевичівки. Будівля зведена за типовим для того часу планом (схожі споруди і в інших станціях на залізниці Львів — Луцьк, зокрема у Звинячах та Мар'янівці), окрім однієї деталі — другий поверх будинку є житловим. У будівлі вокзалу домінує так званий двурковий стиль з використанням елементів, характерних для палаців шляхти, а також ренесансного чи барокового стилів. Такі будівлі можна впізнати за ґанками з колонадою (чи аркадою), чотирисхилими дахами із заломами та прибудовами, які виступали з основного об'єму споруди і мали власний дах. 

Вокзал — одна з найстаріших будівель Сенкевичівки, яка збудована приблизно у 1930-х роках

### Сенкевичівка у 1920-1930-их роках
Сенкевичівка розвивалася дуже стрімко: на початку 1930-х років тут було 173 жителі, а в 1938 році – вже 875 мешканців. Від моменту заснування село було багатонаціональним. У Сенкевичівці міжвоєнного періоду окрім українців проживали численні общини поляків, євреїв, німців. Чеські джерела вказують, що у Сенкевичівці мешкали 26 чеських родин.
 

Сенкевичівка розвивалася як центр торгівлі та дрібної промисловості. Біля станції почали оселятися купці (здебільшого євреї), які скуповували сільськогосподарську продукцію і відправляли її залізницею до Варшави, Кракова, Лодзі та інших міст. Тут відбувалися щотижневі ярмарки, а селяни з навколишніх сіл приходили найматися на роботу на млин і два цегельні заводи. Свідком того періоду історії селища є чотириповерхова будівля млина поблизу центрального скверу.

Будівля млина у Сенкевичівці (1930-ті роки ХХ століття)

У 1929 році на Сенкевичівку поширені правила міської забудови.  У 1935 р. був відкритий католицький костел, побудований за рахунок зборів серед польських та чеських католиків. Органістом цього костелу був чех Ярослав Жидліцький. У Сенкевичівці він заснував молодіжний духовий оркестр, з яким виступав на різних заходах і у сусідніх поселеннях. У Будках Губинських діяв Союз католицької молоді: вони вивчали народні танці, грали в театрі.
У 1928 році у Будках Губинських було відкрито початкову школу на 4 класи. Семикласна школа працювала у сусідньому Губині. Навчання велося польською мовою.

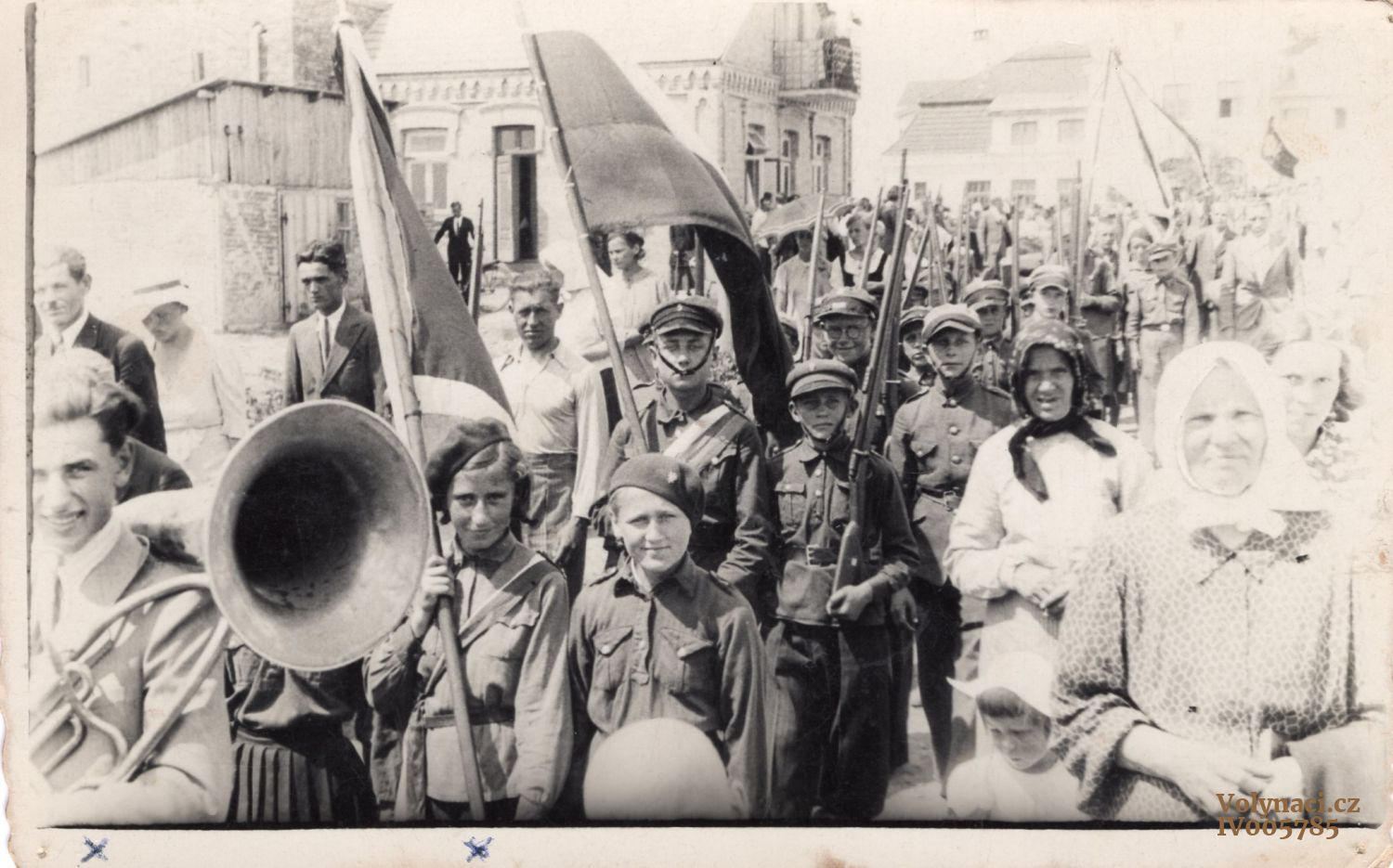
Фото з Сенкевичівки кінця 1930-их рр. На задньому фоні можна розрізнити будівлю вокзалу.

У міжвоєнній Польщі відбувалася дискримінація українців: національні утиски доповнювалися жорстоким соціально-економічним гнобленням.

### Сенкевичівка у часи Другої Світової війни
Через напад нацистської Німеччини на Польщу 1 вересня 1939 року частина мешканців села була мобілізована до польської армії. 19 вересня 1939 року у Сенкевичівку увійшли війська Червоної армії Радянського Союзу в ході узгодженої з нацистами окупації Західної України. З першим приходом радянської влади проти мешканців селища почалися репресії — арешти і депортація у Сибір. За домовленістю між нацистською Німеччиною і Радянським Союзом усі німецькі колоністи на Волині (у тому числі і мешканці Сенкевичівки), були переселені в анексовану нацистами Західну Польщу.
Селище стало адміністративним центром Сенкевичівського району (існував до 1959 року).
22 червня 1941 року нацистська Німеччина напала на Радянський Союз. За спогадами мешканців, у той же день німецька авіація атакувала станцію Сенкевичівки. Сенкевичівка була окупована нацистськими військами 25 червня 1941 року.

У селищі була встановлена німецька окупаційна влада під керівництвом судетського німця Леопольда Гампля, який знав чеську мову. Нацисти використовували на свою користь існуючі раніше розбіжності між поляками та українцями. На початку окупації у 1941 р. нацисти організували допоміжну поліцію (шуцманів) з українців, а в поселеннях навколо Сенкевичівки призначили українських старост для організації збору продовольства.

Пам'ятний знак на місці розстрілу близько 800 євреїв у Сенкевичівці у червні 1942 року

У ході Голокосту у червні 1942 року на південно-східній околиці села було розстріляно близько 800 євреїв — мешканців як Сенкевичівки, так і навколишніх поселень. Нині на місці жахливої трагедії встановлено пам'ятний знак. Чеські джерела вказують, що кільком єврейським сім’ям вдалося уникнути страти, і місцеві мешканці їх переховували. На роботи до Німеччини як «остарбайтери» були вивезені кілька десятків молодих людей з селища.
У березні 1943 р. члени української допоміжної поліції перейшли на сторону Української повстанської армії. Нацисти замінили українців у допоміжній поліції на поляків. У Сенкевичівці був розміщений гарнізон нацистів та «пастерунок» польських поліцаїв. Згідно з польськими джерелами у першій половині 1943 року у Сенкевичівці розмістили сотні польських біженців з навколишніх поселень.
У 1943 р. у Сенкевичівці та околицях відбувалися численні зіткнення окупаційних німецьких сил з українськими повстанцями. 19 квітня 1943 р. німецькі окупанти за допомоги польської допоміжної поліції знищили українське село Красний Сад тодішнього Сенкевичівського району (неподалік теперішнього Михлина). У травні 1943 року окупаційна адміністрація на чолі з Гамплем провела каральну акцію у Колодежах, стративши рідних колишніх українських шуцманів.
Під час жнив влітку 1943 р. Гампль організував насильницький збір урожаю в навколишніх українських селах. До Колодеж завезли молотилку, і німецькі сили та польська поліція звозили до неї скошене з полів збіжжя. Під час цієї акції окупанти вбили трьох і поранили ще кількох українських цивільних мешканців. У відповідь українські повстанці вночі напали на окупантів, і ті були змушені відступити до гарнізону в Сенкевичівці.
Через кілька днів після цього українські повстанці більшими силами вночі напали на «пастерунок» у Сенкевичівці. Німецька адміністрація та польські поліцаї з сім’ями втекли з Сенкевичівки до Луцька та Несвіча. Деяких з них затримали і вбили - серед них був і сенкевичівський священик Добржанський. У ході нападу в Сенкевичівці було спалено костел, аптеку, млин і багато інших будівель.

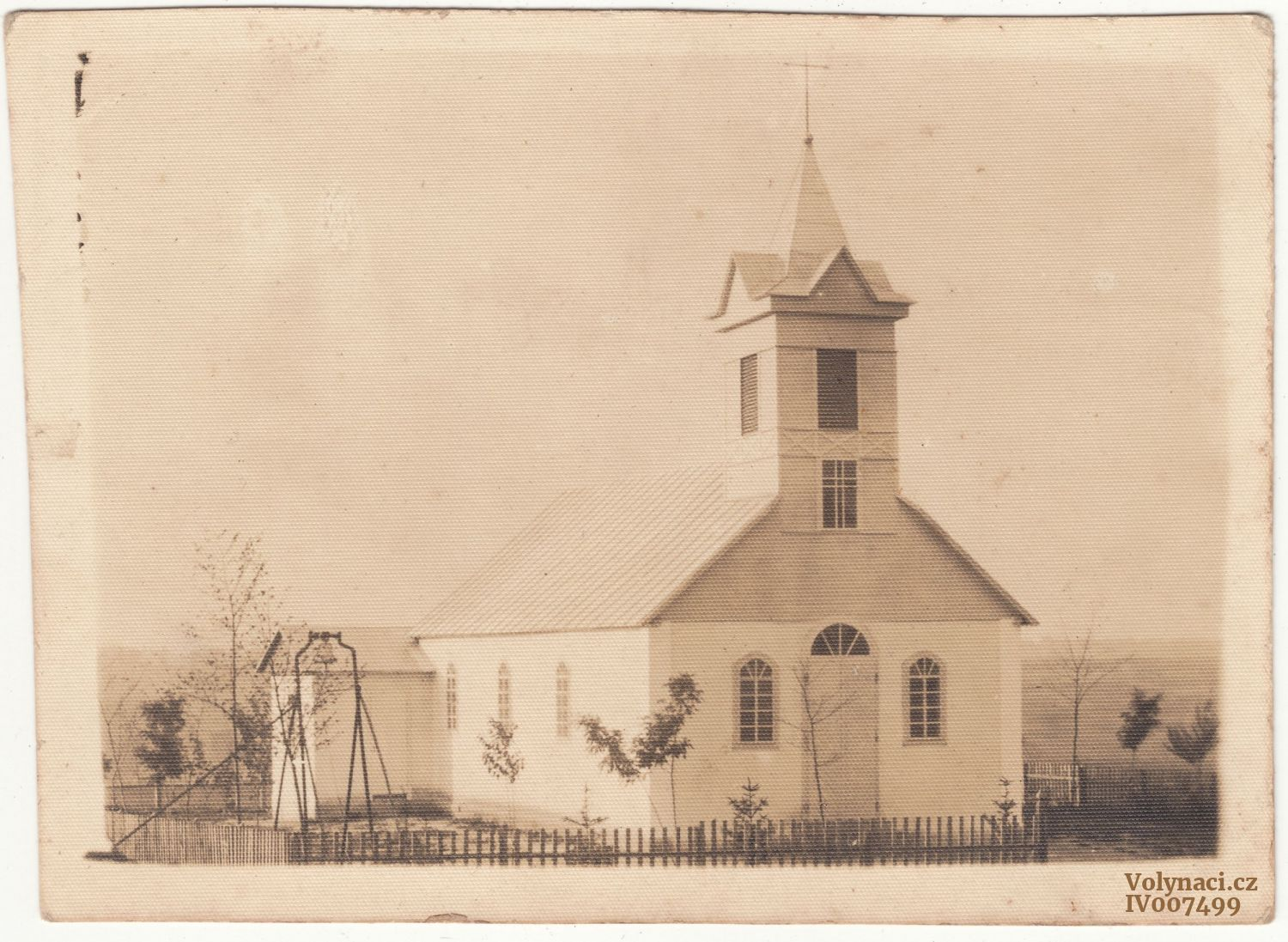
Костел у Сенкевичівці (1935-1943 рр.)

З кінця 1943 р. і до ранньої весни 1944 р. Сенкевичівський район де-факто контролювався українськими повстанцями. Німецькі окупаційні сили проводили каральні акції. У сусідніх Колдежах німецькі літаки скинули бомби на школу та церкву, убивши 93 мешканців.
1 квітня 1944 року радянська Червона армія вдруге вступила у Сенкевичівку.  У боях 1944 року у Сенкевичівському районі загинули 575 солдатів та офіцерів. Їхні останки у 1959 році перепоховали у братській могилі, на якій встановили Пам'ятник невідомому солдату.

Пам'ятник Невідомому солдату у Сенкевичівці

На літо 1944 р. Червона армія готувала літню Львівсько-Сандомирську операцію, і все цивільне населення з прифронтової смуги глибиною 20-25 км було евакуйовано на схід до Луцька. Додому мешканці Сенкевичівки і околиць змогли повернутися лише у серпні 1944 року.
Десятки мешканців Сенкевичівки і навколишніх поселень були мобілізовані до радянської армії у 1944-1945 рр. Мобілізовані чехи приєднувалися до чехословацьких бригад Червоної Армії.

### Повоєнний період у складі Радянського Союзу
Відповідно до угоди між Бенешем і Сталіним від 10 липня 1946 р. більшість волинських чехів скористалася можливістю повернутися з тоталітарного Радянського Союзу у тоді ще демократичну Чехословаччину. 

Восени 1946 року в Сенкевичівці розпочала свою діяльність змішана чехословацько-радянська переселенська комісія. Протягом квітня 1947 року з станції Сенкевичівка виїхали 1 022 чеські родини (3 226 осіб). У вантажних вагонах вони забрали з собою майно та худобу. Подорож на історичну батьківщину тривала 12 діб. Волинських чехів було розселено насамперед у залишених судетськими німцями місцевостях Чехії та Моравії.

Будинок чеської сім'ї у Сенкевичівці (приблизно 20-ті-30-ті роки XX ст.)

На цьому завершилася багатонаціональна історія Сенкевичівки: німецьких колоністів вивезли у 1939 р, євреїв знищили під час Другої світової, поляки і чехи повернулися на історичну батьківщину. З кінця 1940-их років Сенкевичівка розвивалася як селище з абсолютною більшістю українського населення. У 1943 році у селі народився відомий чеський фотограф Богдан Голомічек. На вулиці Незалежності (Гагаріна) зберігся будинок чеської сім'ї (у радянські часи він став приміщенням для адміністрації Сенкевичівської пересувної механізованої колони, станом на 2017 рік — у закинутому стані у приватній власності).
У 1949 році було створено артіль імені Леніна, проте вона проіснувала нетривалий час.

До адміністративної реформи 1959 року селище було центром Сенкевичівського району. У селищі було зведено будівлю районного комітету КПРС (зараз — гуртожиток Сенкевичівської школи-інтернату).

Будівля райкому партії у Сенкевичівці (1950-ті роки)

За радянських часів у Сенкевичівці були збудовані та діяли такі підприємства, як асфальтно-бетонний завод, плодоконсервний завод, заготівельна контора, хлібозавод, сільгоспхімія, пересувна механізована колона. У 1960-х роках була зведена школа (нині — Сенкевичівська школа-інтернат), наприкінці 1970-х років побудована Сенкевичівська загальноосвітня школа.
Мешканці села брали участь у історичних подіях того часу: війні у Афганістані 1979—1989 років, ліквідації аварії на ЧАЕС 1986 року.
Виходець із Сенкевичівки Віталій Пшенюк загинув у ході бойових дій радянського військового контингенту в Анголі у 1985 році. На його честь на будівлі школи у Сенкевичівці встановлена меморіальна дошка, а його іменем названа одна з вулиць.

## Населення

### Мова
Розподіл населення за рідною мовою за даними перепису 2001 року:
| Мова            | Кількість | Відсоток |
| --------------- | --------- | -------- |
| українська      | 1370      | 98.92%   |
| російська       | 10        | 0.72%    |
| білоруська      | 3         | 0.22%    |
| вірменська      | 1         | 0.07%    |
| інші/не вказали | 1         | 0.07%    |
| Усього          | 1385      | 100%     |

## У незалежній Україні
Мешканці Сенкевичівки підтримали набуття Україною незалежності у 1991 році. Відразу після проголошення незалежності було демонтовано пам'ятник Леніну у центрі селища. На початку 2000-х років радянські назви вулиць (Жовтнева, 50-річчя Жовтня, Першотравнева, Будьонного) були замінені на відповідно українські — Шевченка, Франка, Буковського.

Церква у Сенкевичівці (збудована у 1993 році, (фото — 2017 року)

З головних подій: відкриття храму Святого Юрія (1993), газифікація селища (2001—2003).
У 2011 році на території скверу в центрі селища на зрубі дерева проявився знак у вигляді хреста, що багатьма мешканцями було розцінено як «диво». У 2022 р. у центральному сквері селища завершено спорудження каплички на пам'ять про цю подію.
З 2014 року десятки мешканців селища приєдналися до Сил оборони і стали на захист Батьківщини від російської збройної агресії проти України.
19 липня 2020 року в результаті адміністративно-територіальної реформи та ліквідації Горохівського району селище увійшло до складу Городищенської сільської громади новоутвореного Луцького району.
У травні 2024 року у Сенкевичівці було відкрито меморіальну дошку випускникам місцевої школи, які загинули обороняючи Україну від повномасштабного російського вторгнення.

## Відомі особистості
В селищі народилась:
- Попчук Людмила Йосипівна (*1952) — українська поетеса.

У Сенкевичівці мешкав і працював вчителем музики місцевої школи-інтернату самодіяльний композитор, поет, художник Микола Олександрович Буковський, на честь якого була названа одна із вулиць селища.

## Галерея

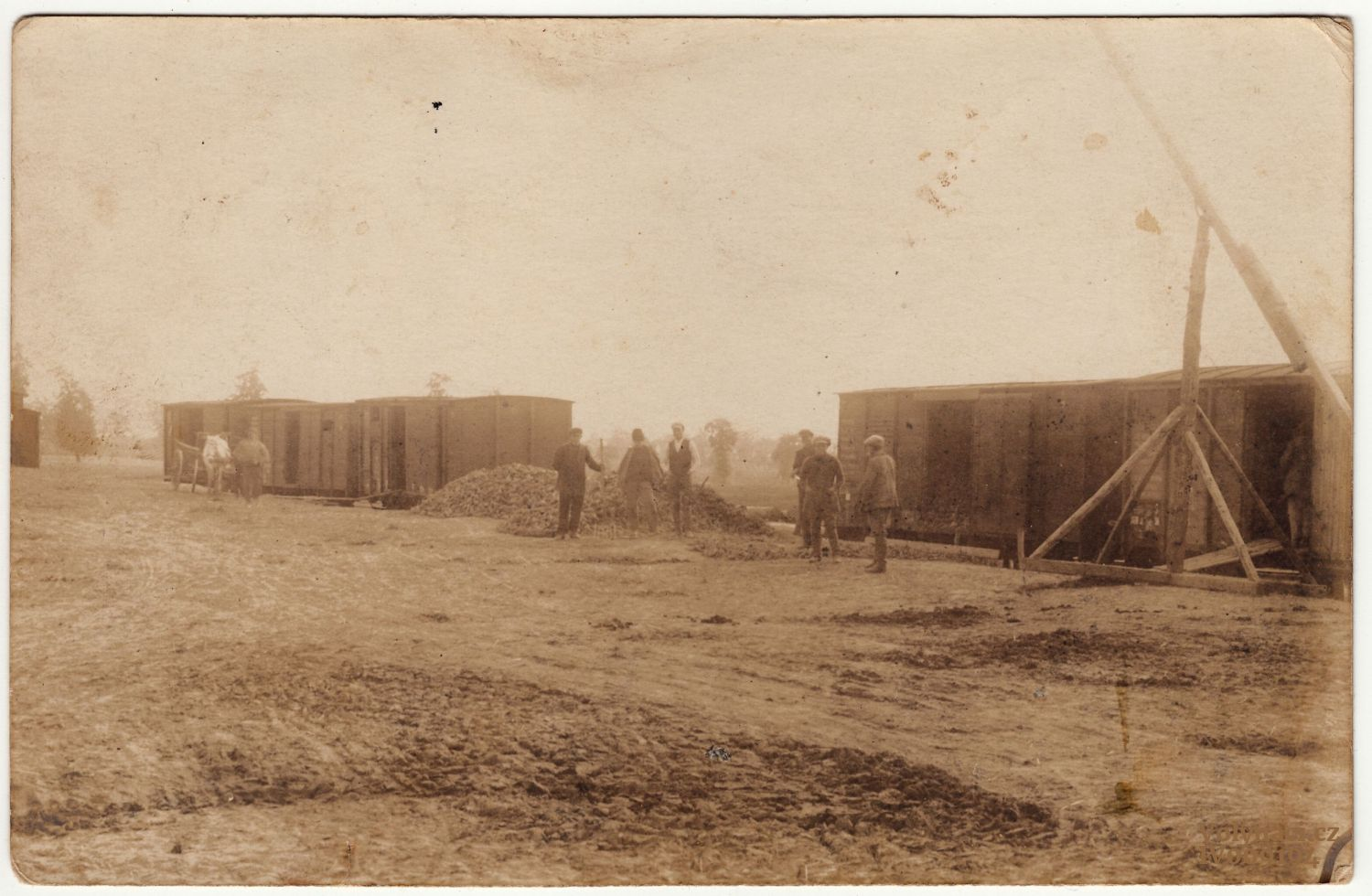
Станція Сенкевичівка 31 грудня 1927 р.
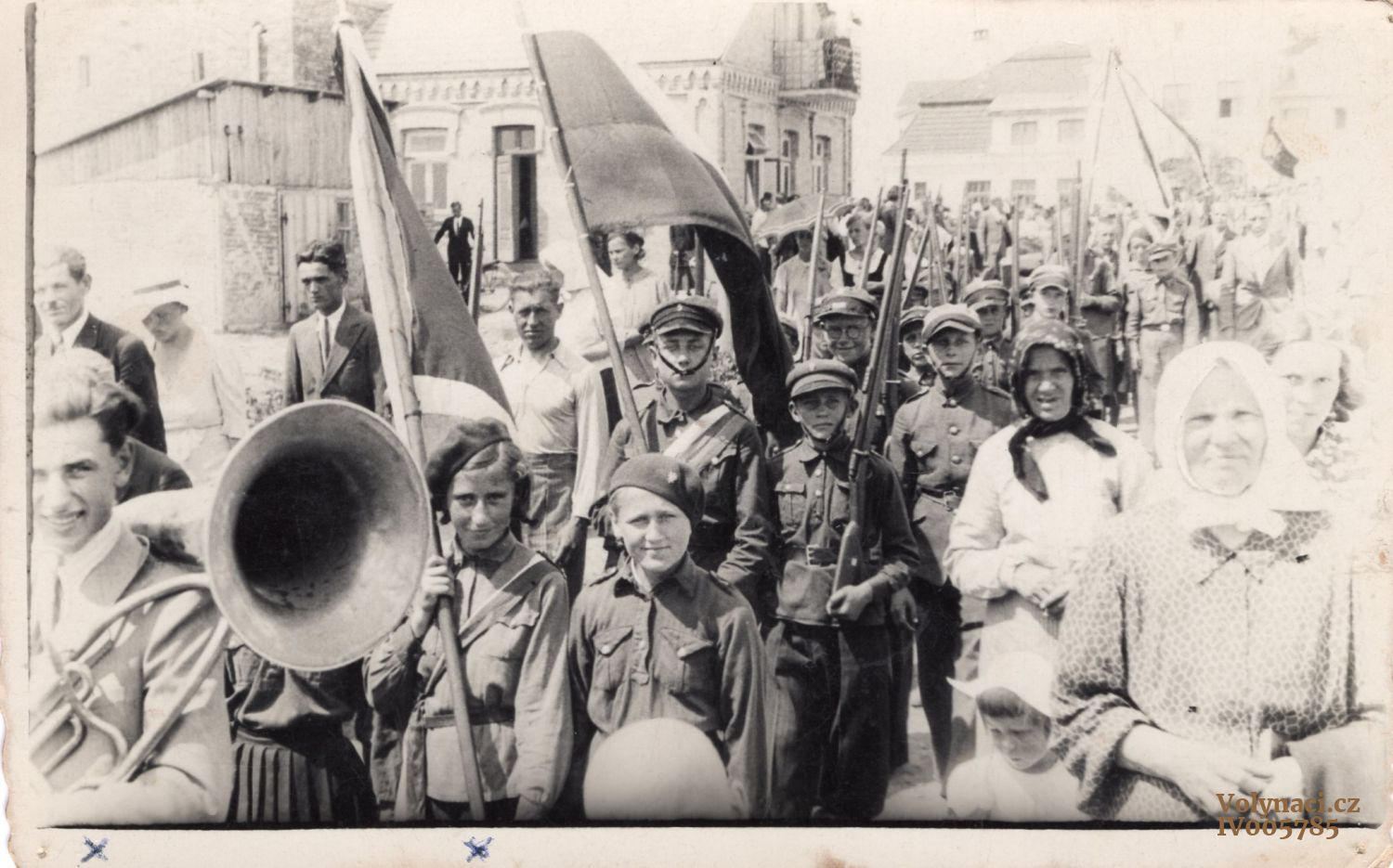
Парад в Сенкевичівці, кінець 1930-их рр. На задньому фоні видно будівлю залізничного вокзалу.
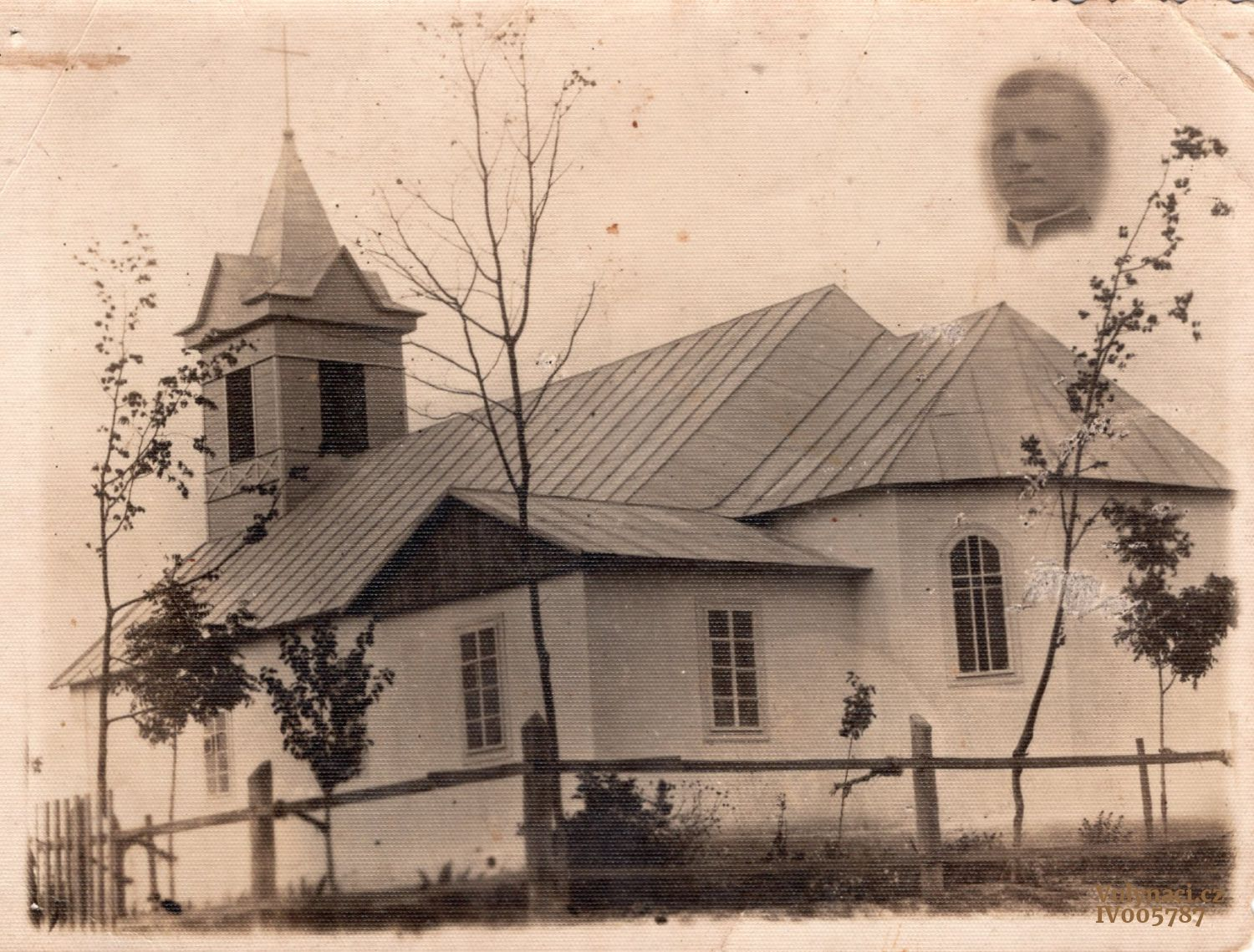
Фото костелу в Сенкевичівці, кінець 1930-их рр.
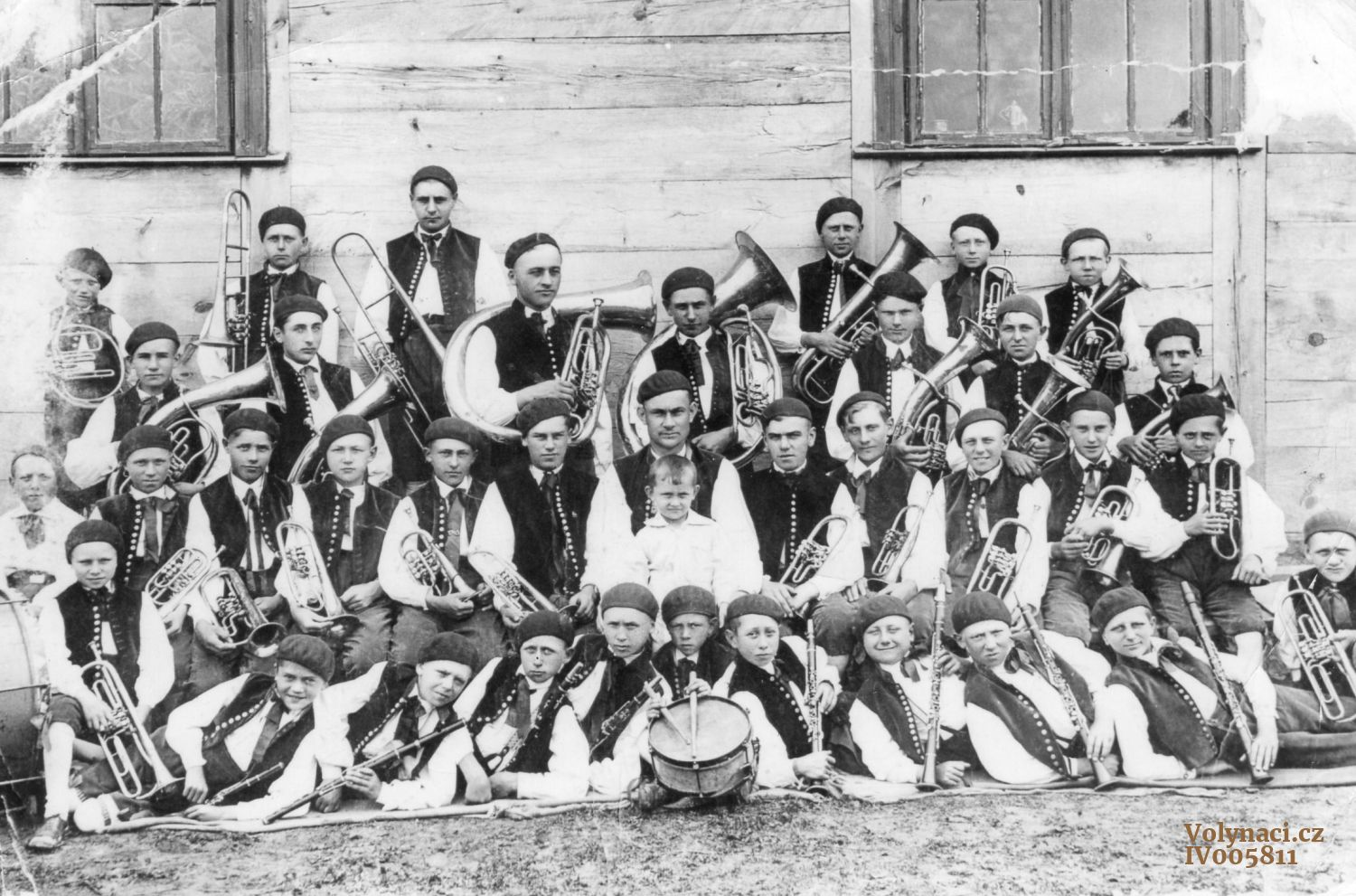
Духовий оркестр Сенкевичівки. 1936 р.
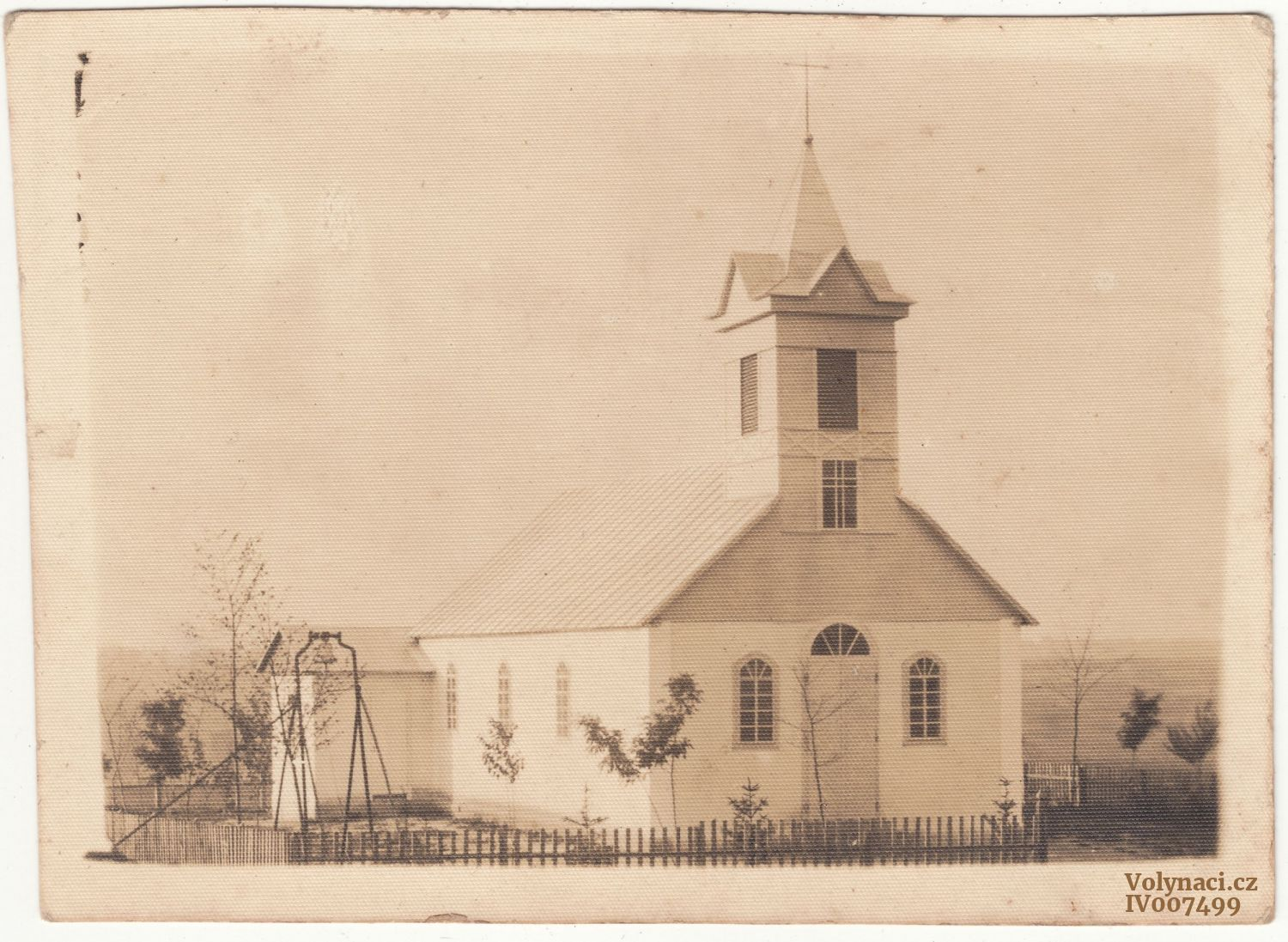
Фото костелу в Сенкевичівці (1938 р.)
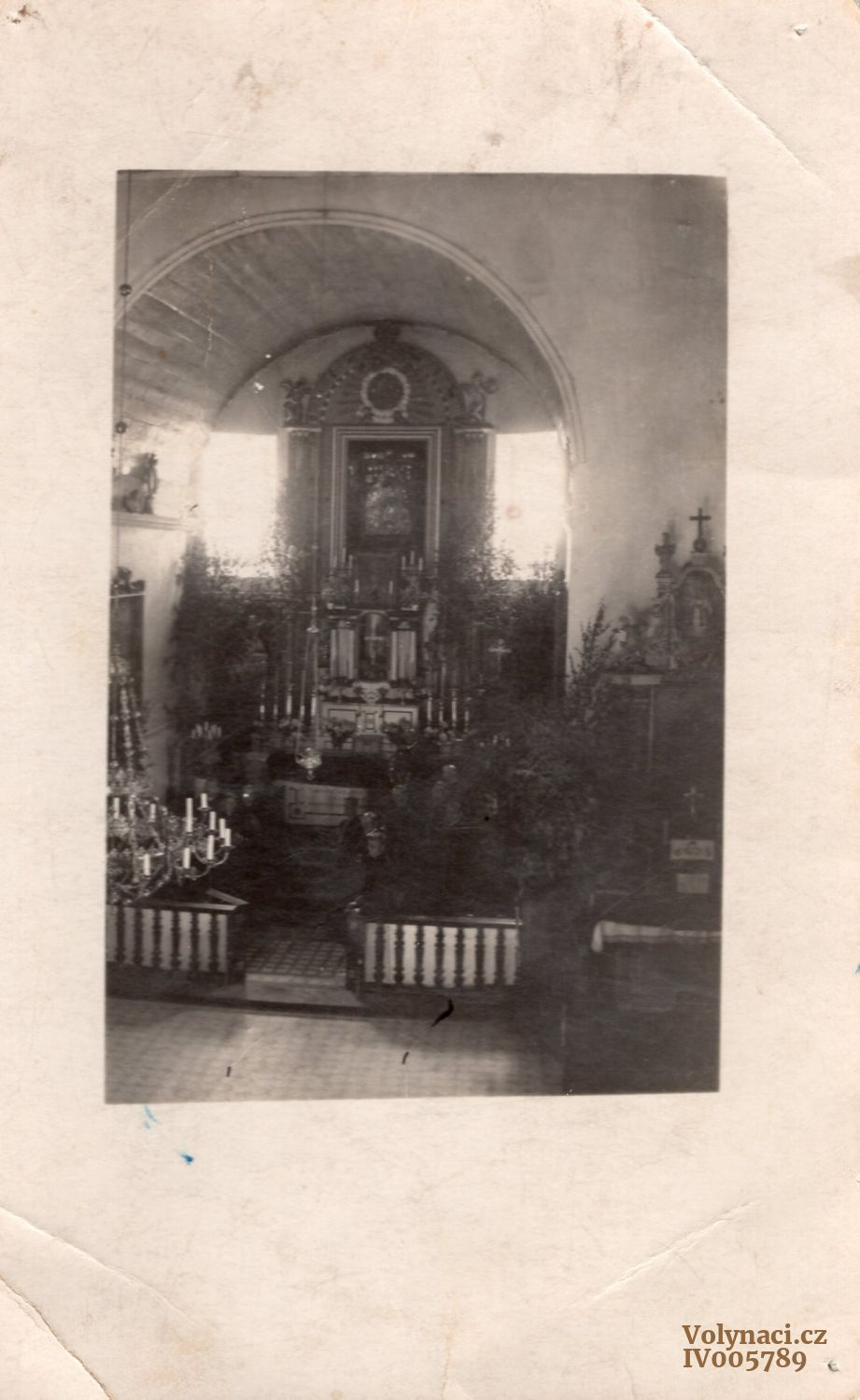
Інтер'єр костелу в Сенкевичівці, кінець 1930-их рр.
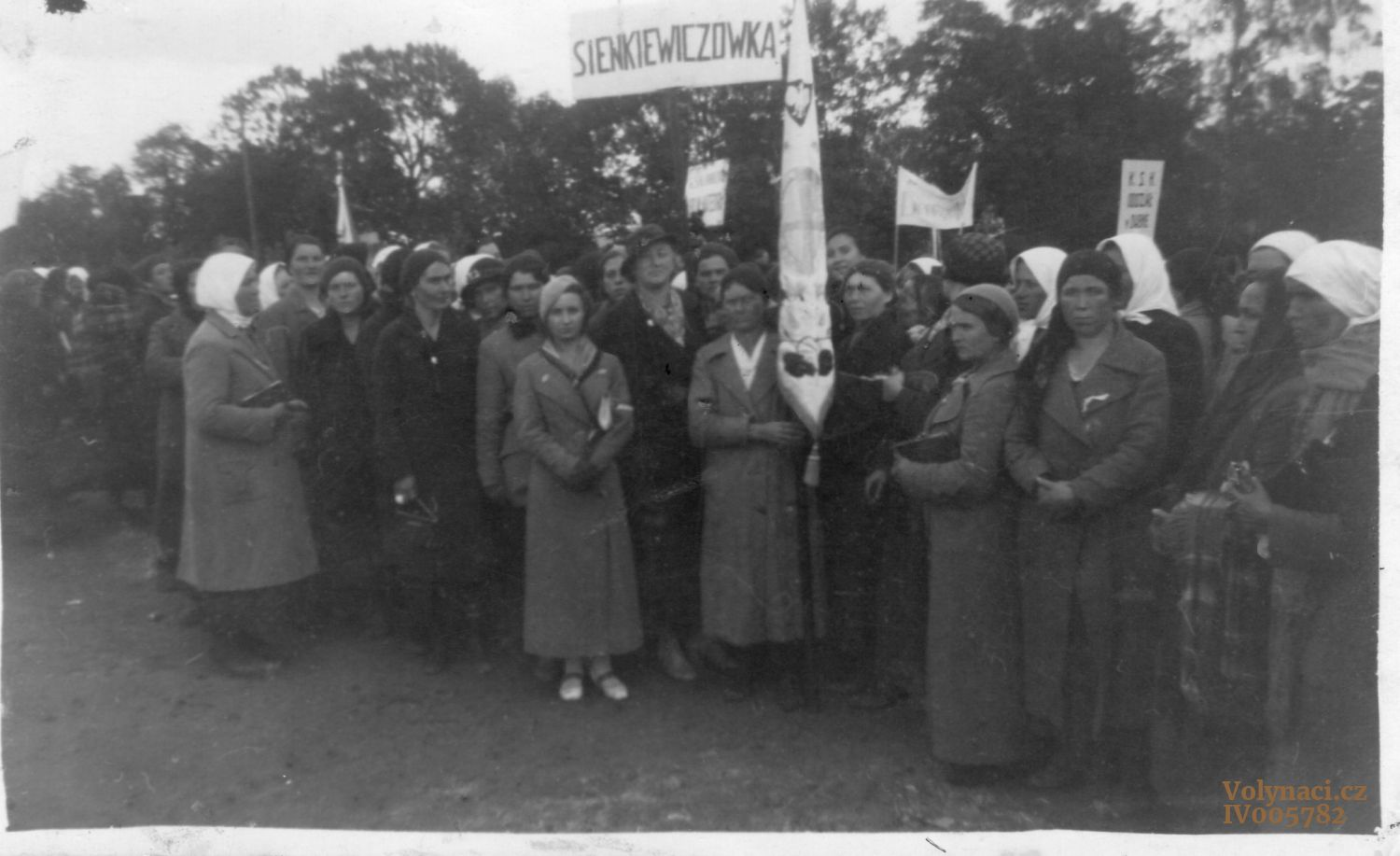
Прихожани костелу Сенкевичівки (кін. 1930-их рр.)
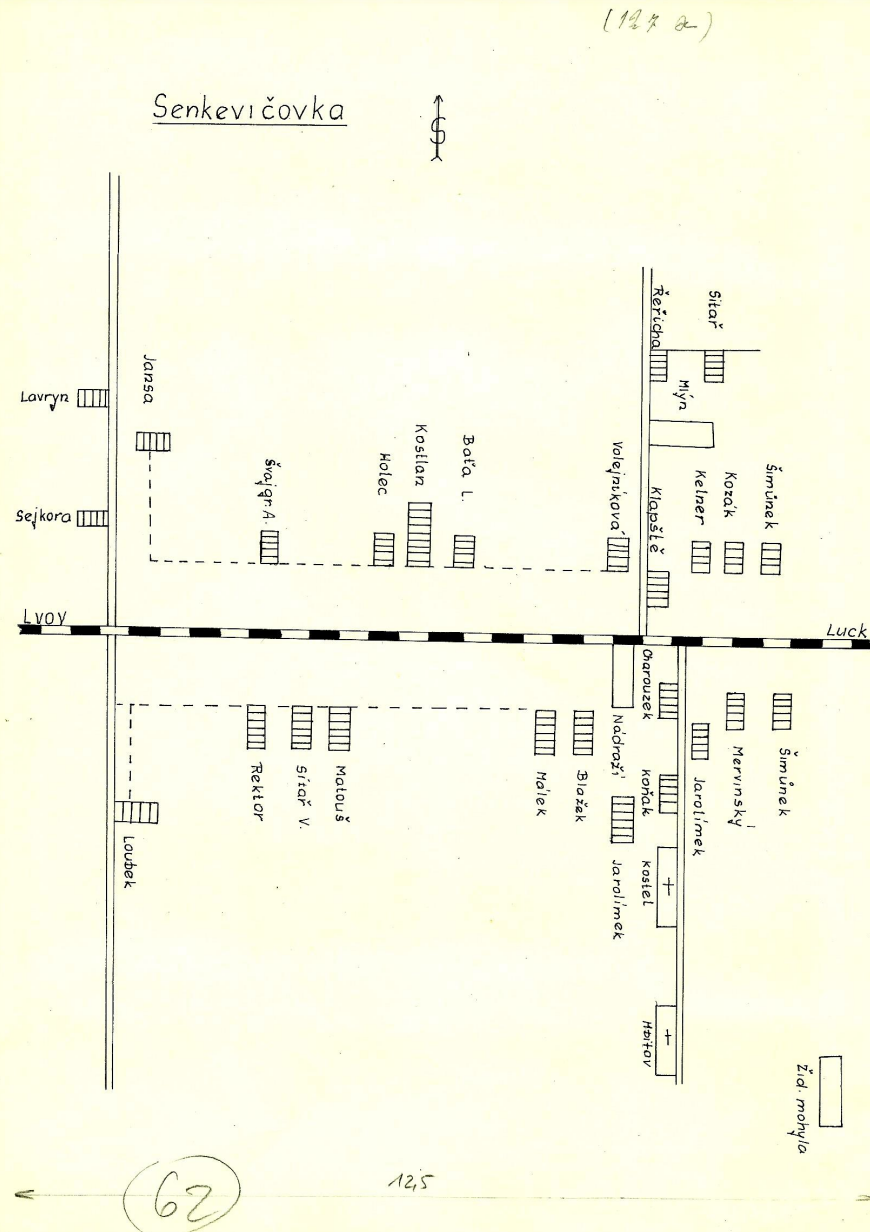
План-схема Сенкевичівки наприкінці 1930-их років з позначеними будинками чеських поселенців.
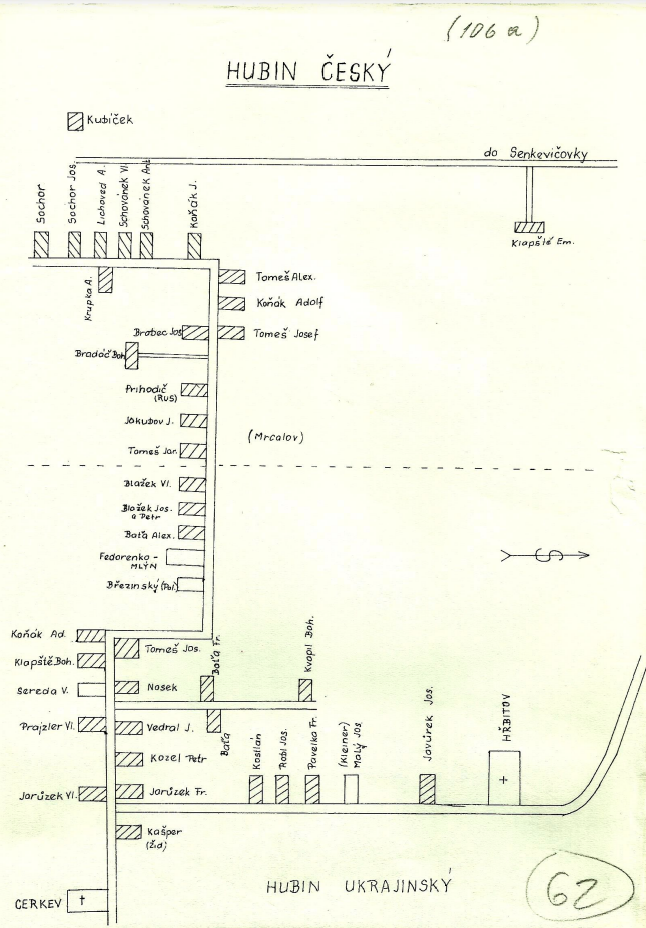
План схема Чеського Губина (Марцалова)
Пам'ятна дошка Віктору Пшенюку, який загинув в Анголі у 1985 р.
Капличка у Сенкевичівці на місці дерева, на зрубі якого проявився хрест (фото 2017 року)
Фото встановленої у травні 2024 р. меморіальної дошки випускникам школи у Сенкевичівці, які загинули в російсько-українській війні.